# Didi Perego
Aida Perego dite Didi Perego, née le 14 avril 1935 à Milan et morte le 28 juin 1993 à Rome, est une actrice italienne.

## Biographie
Aida Perego débute en 1959 dans le film La Mort d'un ami (1960) de Franco Rossi, suivi la même année de son interprétation la plus connue, le rôle de Sofia dans Kapò de Gillo Pontecorvo, pour lequel elle remporte le Ruban d'argent de la meilleure actrice dans un second rôle du Sindacato nazionale giornalisti cinematografici italiani,. Elle a travaillé sans relâche dans de nombreuses productions italiennes, souvent avec le duo d'humoristes Franco et Ciccio, mais a également joué un rôle dans le psychodrame Le Rendez-vous de Sidney Lumet en 1969.
Elle est apparue dans quelques séries télévisées britanniques telles que Chapeau melon et bottes de cuir ou L'Homme à la valise. Elle a également fait partie de la distribution de feuilletons télévisés de la Rai, dont La fiera della vanità (1967). En 1965, elle présente, avec Johnny Dorelli et Paola Pitagora, la troisième édition de l'émission de variétés Johnny 7. En 1988, elle participe au film policier pour enfants Operazione pappagallo (it), le premier long-métrage du réalisateur romain Marco Di Tillo (it), sur un scénario de Piero Chiambretti, Claudio Delle Fratte et Di Tillo lui-même.
Elle a été particulièrement active dans le domaine du doublage, en tant que voix (elle a notamment remplacé la voix de Marisa Fiorio dans le sketch Luciana du film collectif Ma femme), mais surtout en tant que réalisatrice pour près d'une centaine de films. Elle a également prêté sa voix à Armoire, la garde-robe du film d'animation de Disney La Belle et la Bête (1991).

## Filmographie

### Actrice de cinéma

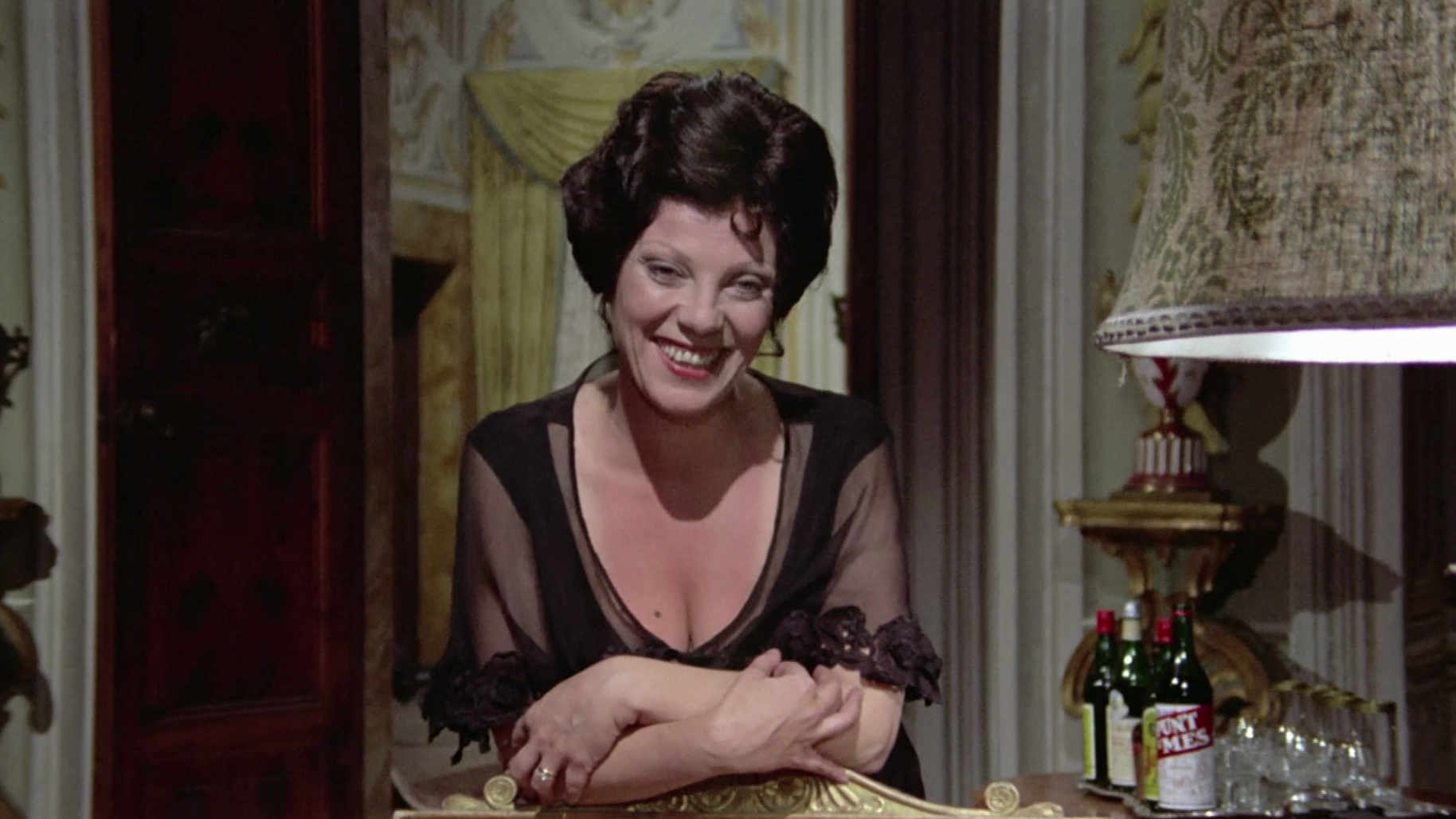
Dans ' (1973).

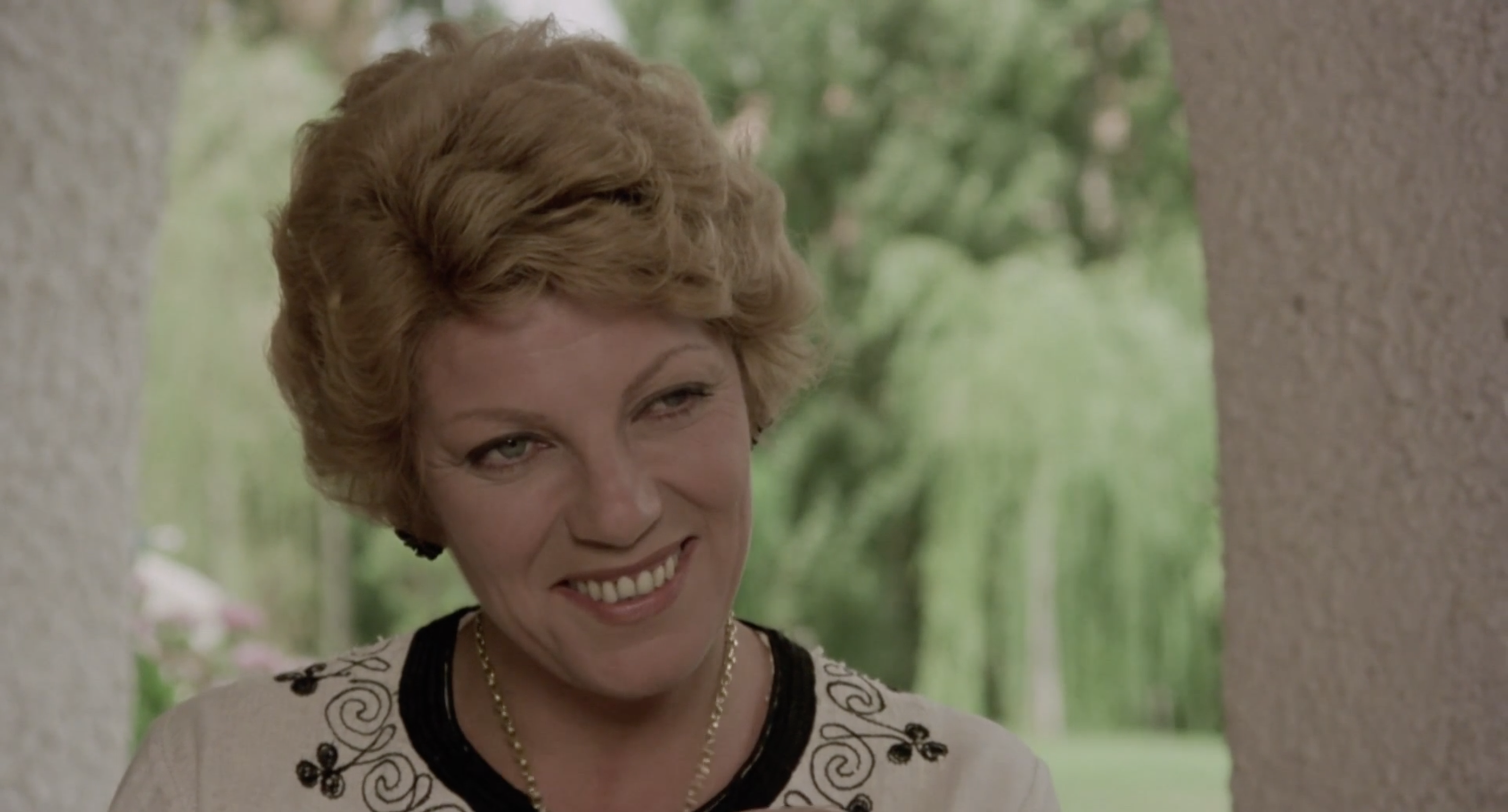
Dans La nuora giovane (1975).

- 1959 : La Mort d'un ami (Morte di un amico) de Franco Rossi
- 1959 : Caltiki, le monstre immortel (Caltiki, il mostro immortale) de Riccardo Freda et Mario Bava
- 1959 : Le Confident de ces dames de Jean Boyer
- 1960 : Kapò de Gillo Pontecorvo
- 1960 : La Grande Pagaille (Tutti a casa) de Luigi Comencini
- 1960 : Le Tank du huit septembre (Il carro armato dell'8 settembre) de Gianni Puccini
- 1961 : L'onorata società (it) de Riccardo Pazzaglia
- 1961 : Mina... fuori la guardia (it) d'Armando William Tamburella (it)
- 1961 : Quelle joie de vivre (Che gioia vivere) de René Clément
- 1961 : Aux mains des SS (it) (Ultimatum alla vita) de Renato Polselli
- 1961 : Gli attendenti de Giorgio Bianchi
- 1962 : Cronache del '22 (it) de Giuseppe Orlandini
- 1962 : Un homme à brûler (Un uomo da bruciare) de Valentino Orsini, Paolo Taviani et Vittorio Taviani
- 1962 : Mon ami Benito (Il mio amico Benito) de Giorgio Bianchi
- 1963 : La Fille de Parme (La parmigiana) d'Antonio Pietrangeli
- 1963 : Jusqu'au bout du monde de François Villiers
- 1963 : I quattro tassisti de Giorgio Bianchi
- 1963 : Les Hors-la-loi du mariage (I fuorilegge del matrimonio) de Valentino Orsini, Paolo Taviani et Vittorio Taviani
- 1963 : Adultero lui, adultera lei de Mario Amendola
- 1963 : Le monachine de Luciano Salce
- 1963 : Annonces matrimoniales (La visita) d'Antonio Pietrangeli
- 1964 : Amore mio de Raffaello Matarazzo
- 1964 : Le tardone (it) de Marino Girolami
- 1964 : L'Amour facile (Amore facile) de Gianni Puccini
- 1965 : Soldati e caporali (it) de Mario Amendola
- 1965 : Lo scippo de Nando Cicero
- 1965 : Une fille qui mène une vie de garçon (La bugiarda) de Luigi Comencini
- 1966 : Ischia operazione amore de Vittorio Sala
- 1966 : Mano di velluto d'Ettore Fecchi (it)
- 1967 : Le Commissaire Maigret à Pigalle de Mario Landi
- 1967 : Il ragazzo che sapeva amare (it) d'Enzo Dell'Aquila
- 1967 : Arrriva Dorellik de Steno
- 1968 : Les Deux Députés (it) (I due deputati) de Giovanni Grimaldi
- 1968 : Escalation de Roberto Faenza
- 1969 : Curé de père en fils (it) (Puro siccome un Angelo papà mi fece monaco... di Monza) de Giovanni Grimaldi
- 1969 : Le Rendez-vous (The Appointment) de Sidney Lumet
- 1969 : Erotissimo de Gérard Pirès
- 1969 : Il terribile ispettore (it) de Mario Amendola
- 1970 : Et vint le jour des citrons noirs (E venne il giorno dei limoni neri) de Camillo Bazzoni
- 1970 : L'Histoire d'une femme (Storia di una donna) de Leonardo Bercovici
- 1970 : Les Caprices de Marie de Philippe de Broca
- 1970 : Cerca di capirmi (it) de Mariano Laurenti
- 1970 : La Tarte volante (La torta in cielo) de Lino Del Fra
- 1971 : Ma che musica maestro (it) de Mariano Laurenti
- 1971 : Un homme nommé Sledge (A Man Called Sledge) de Vic Morrow
- 1971 : Mio padre monsignore (it) d'Antonio Racioppi
- 1972 : Continuavano a chiamarli... er più e er meno (it) de Giuseppe Orlandini
- 1972 : Continuavano a chiamarli i due piloti più matti del mondo de Mariano Laurenti
- 1972 : Chère Louise de Philippe de Broca : Frédérique
- 1972 : Racconti proibiti... di niente vestiti de Brunello Rondi
- 1973 : La vedova inconsolabile ringrazia quanti la consolarono (it) de Mariano Laurenti
- 1974 : I sette magnifici cornuti (it) de Luigi Russo
- 1974 : On demande professeur accompagné de ses parents (Professore venga accompagnato dai suoi genitori) de Mino Guerrini
- 1974 : La signora gioca bene a scopa? de Giuliano Carnimeo
- 1974 : Pour aimer Ophélie (Per amare Ofelia) de Flavio Mogherini
- 1974 : Sesso in testa de Sergio Ammirata (it) et Fernando Di Leo
- 1975 : L'esorciccio (it) de Ciccio Ingrassia
- 1975 : La nuora giovane de Luigi Russo
- 1975 : Il fidanzamento (it) de Giovanni Grimaldi
- 1978 : Ridendo e scherzando de Vittorio Sindoni
- 1982 : Pierino la peste alla riscossa! d'Umberto Lenzi
- 1982 : La nuit de Varennes d'Ettore Scola
- 1982 : La Grosse Fille (Cicciabomba) d'Umberto Lenzi
- 1985 : Juke Box de Carlo Carlei, Enzo Civitareale, Sandro De Santis, Antonello Grimaldi, Valerio Jalongo, Daniele Luchetti et Michele Scura
- 1987 : La trasgressione (it) de Fabrizio Rampelli
- 1988 : Operazione pappagallo (it) de Marco Di Tillo (it)
- 1990 : Il segreto dell'uomo solitario d'Ernesto Guida
- 1991 : Cattiva de Carlo Lizzani
- 1991 : Donne con le gonne de Francesco Nuti
- 1992 : Maledetto il giorno che t'ho incontrato de Carlo Verdone